# ويليام س. تشيس
ويليام س. تشيس (بالإنجليزية: William C. Chase)‏ هو عسكري أمريكي، ولد في 9 مارس 1895 في بروفيدنس في الولايات المتحدة، وتوفي في 21 أغسطس 1986 في هيوستن في الولايات المتحدة.